# Оллнат, Яри
Яри Оллнат (англ. Yari Allnutt; 17 февраля 1970, Балтимор, США) — американский футболист и футбольный тренер.

## Карьера

### Клубная
Яри родился в еврейской семье в Балтиморе. Его семья переехала в Мексику, когда ему был один год.
Хотя он начал играть в футбол ещё в Мексике, серьёзно этим он начался заниматься только в 10 лет после возвращения семьи в США. После окончания школы он попадает в свою первую профессиональную команду «Сан-Диего Номадс», однако после поступления в Портлендский университет он переходит в местный молодёжный футбольный клуб «Пайлотс», возглавляемый Клайвом Чарльзом.
Позже он два года играет в мексиканских футбольных клубах, и в 1996 году возвращается в США. Самым успешным периодом на клубном уровне является его игра за «Рочестер Райнос», с которым он сенсационно завоевывает Открытый кубок США по футболу в 1999 году.
В 2001 году выбран на супердрафте MLS клубом «Нью-Инглэнд Революшн» в 4-м раунде под 42-м номером.

### Сборная
В 1992 году он стал участником Олимпийских игр в Барселоне.
В составе национальной команды Яри впервые сыграл против сборной Канады, заменив Коби Джонса. Всего за пять игр за основную сборную США Оллнат забил два мяча в товарищеских матчах против сборных Гондураса и Сальвадора.

## Достижения
Клубные
«Рочестер Райнос»
- Открытый кубок США: 1999